# Spaniocercoides howesi
Spaniocercoides howesi är en bäcksländeart som beskrevs av Mclellan 1984. Spaniocercoides howesi ingår i släktet Spaniocercoides och familjen Notonemouridae. Inga underarter finns listade i Catalogue of Life.